# Erica Campbell
Erica Campbell, (Inglewood, 1972. április 29. –) Grammy-díjas amerikai énekesnő, dalszerző. A mai gospel és a R&B műfajokra építette fel karrierjét. Az 1990-es évek végén kezdte húgával, Tina Campbellel a Mary Mary együttes tagjaként. Tizenkét éven át sikerekeket arattak az amerikai slágerlistákon, és számos díjat kaptak. Később úgy döntöttek, hogy külön szólókarrierbe kezdenek.

## Pályafutása
2013-ban Erica Campbell kiadta debütáló szóló kislemezét, az "„A Little More Jesus”-t, amelyet nővérével közösen írt. A dal bekerült a gospel listákra, hat hónapig ott is maradt. Elérte a 7. helyet. 2014. tavaszán jelent meg első Campbell szólóalbuma, a „Help”. Férje, Warryn Campbell volt az album producere és társszerzője. A 2015-ös Grammy-díjátadón az albumot az év legjobb gospelalbumának választották. A „Help” jelölést kapott a legjobb gospeldal kategóriában.
A „Help” a Billboard 200-as listáján a top 10-be került, és az 57. Grammy-díjátadón elnyerte a legjobb gospelalbumnak járó Grammy-díjat. Az album újrakiadása, a Help 2.0 (2015) az első helyre került a gospel listán. Második albumát, az „I Love You”-t 2023-ban adta ki. A 2024-es közös dala, a „One Hallelujah”, amelyet Tasha Cobbs Leonarddal, Israel Houghtonnal, Jonathan McReynoldsszal és Jekalyn Carral közösen készített, elnyerte a legjobb gospelelőadás Grammy-díját.
2016. májusa óta Erica Campbell a „Get Up! Mornings” című tévéműsor házigazdája.

## Stúdióalbumok
- Help (2014)
- Help 2.0 (2015)
- I Love You (2023)

## Filmek
Campbell szerepelt a Sister Act 2: Back in the Habit (1993) és a The Fighting Temptations (2003) című filmekben.

## Díjak
- 2015: Grammy-díj, Best Gospel Album